# OAFI

Logotip de OAFI

La Fundació Internacional per l'Artrosi, OAFI per les seves sigles en anglès, és una entitat privada sense ànim de lucre dedicada a lluitar contra l'artrosi, promovent l'educació, la prevenció, el tractament i la investigació de tot el que envolta a la salut articular. Amb seu a Barcelona, constituïda formalment l'octubre de 2016 pel Dr. Josep Vergés. La Fundació OAFI exerceix el paper d'associació de malalts, per la seva defensa, i en favor de que l'artrosi sigui una malaltia ben tractada. L'any 2018 va crear l'Agrupació Mundial de l'Artrosi, un clúster per al coneixement que integra tots els agents implicats en la patologia: associacions de malalts, societats mèdiques, centres de recerca, administracions públiques i empreses amigues que amb el seu suport possibiliten avançar en la investigació, el tractament del dolor i la millora de la qualitat de vida de les persones amb artrosi.